# Jurij Schestak
Jurij Serhijowytsch Schestak, ukrainisch; Юрій Сергійович Шестак, englisch; Iurii Serhiyovych Shestak (* 26. April 1993 in Charkiw) ist ein ehemaliger ukrainischer Boxer im Leichtgewicht.

## Karriere
Schestak wurde 2011 Ukrainischer Jugendmeister im Bantamgewicht und gewann mit einem Finalsieg gegen Radschab Butajew auch die Jugend-Europameisterschaft in Dublin.
2013 wurde er Ukrainischer Meister (Erwachsene) im Bantamgewicht und startete bei den Europaspielen 2015 in Baku, wo er in der Vorrunde mit 1:2 gegen Riccardo D’Andrea ausschied.
2016 wurde er Ukrainischer Meister im Leichtgewicht und erzielte mit dem Gewinn der Europameisterschaft 2017 in Charkiw seinen größten Erfolg, wobei er sich unter anderem gegen Sofiane Oumiha, Calum French und Gabil Mamedow durchgesetzt hatte. Damit verbunden war seine Wahl zum besten Sportler der Oblast Charkiw. Bei der anschließenden Weltmeisterschaft 2017 in Hamburg unterlag er dann gegen Sofiane Oumiha im Viertelfinale.
2018 wurde er erneut Ukrainischer Meister im Leichtgewicht und nahm an den Europaspielen 2019 in Minsk teil, wo er im Viertelfinale gegen Dsmitryj Assanau verlor.
Bei der Europameisterschaft 2022 in Jerewan gewann er, nach einer Niederlage im Halbfinale gegen José Quiles, eine Bronzemedaille.